# Крадец на време
Крадец на време (на английски: Thief of Time) е името на роман в жанр хумористично фентъзи. Книгата е двадесет и шестия роман от поредицата на Тери Пратчет Светът на диска.
 Внимание:  Текстът по-долу разкрива сюжета на произведението (или части от него)!
Ревизорите подтикват младия Джереми Часовникарски да построи съвършения часовник, като по този начин затвори времето в самото време. Джереми Часовникарски построява часовника, защото обича своята професия, но благодарение на това Ревизорите изпълняват своя замисъл и времето е спряно.
Междувременно в една отдалечена долина младият чирак на монасите на времето Лобсанг Лъд и неговият учител Лу Цзе, наричан често Метачът разбират за плана на Ревизорите и предприемат дълго пътуване до Анкх-Морпорк, за да спрат построяването на часовника. През това време Ревизорите започват да използват човешки тела, за да се почувстват като хора. Така те бързо придобиват различни човешки качества.
Лу Цзе и неговия ученик не успяват да стигнат до часовника преди той да бъде пуснат, затова времето спира. Със спирането на часовника са заемат Лобсанг Лъд, Джереми Часовникарски, Сюзън Сто Хелит, както и Лу Цзе, който, за да се придвижва, въпреки че времето е спряло, използва допълнително приспособление.
В края на книгата се появяват Четиримата конника на апокалипсиса – Смърт, Война, Глад и Мор, както и петият конник – Хаос, който след като е спрял да работи с другите се е занимавал с търговия с мляко.